# Open Città di Bari 2021
L'Open Città di Bari 2021 è stato un torneo maschile di tennis giocato sul cemento. Era la 1ª edizione del torneo, facente parte della categoria Challenger 80 nell'ambito dell'ATP Challenger Tour 2021. Si è giocato al Country Club di Bari, in Italia, dal 22 al 28 novembre 2021.

## Partecipanti

### Teste di serie
| Nazionalità | Giocatore        | Ranking* | Testa di serie |
| ----------- | ---------------- | -------- | -------------- |
| Spagna      | Carlos Taberner  | 99       | 1              |
| Danimarca   | Holger Rune      | 108      | 2              |
| Germania    | Oscar Otte       | 116      | 3              |
| Stati Uniti | Maxime Cressy    | 124      | 4              |
| Serbia      | Nikola Milojević | 136      | 5              |
| Italia      | Federico Gaio    | 152      | 6              |
| Italia      | Roberto Marcora  | 199      | 7              |
| Germania    | Daniel Masur     | 204      | 8              |

* Ranking al 15 novembre 2021.

### Altri partecipanti
I seguenti giocatori hanno ricevuto una wild card per il tabellone principale:
- Luca Nardi
- Oleksandr Ovcharenko
- Luca Potenza

Il seguente giocatore è entrato in tabellone con il protected ranking:
- Filippo Baldi

I seguenti giocatori sono passati dalle qualificazioni:
- Fabrizio Andaloro
- Antoine Bellier
- Sebastian Fanselow
- Francesco Maestrelli

## Punti e montepremi
| Torneo    | Torneo              | V     | F     | SF    | QF    | 2T  | 1T  | Q | Q2  | Q1  |
| Singolare | Punti               | 80    | 48    | 29    | 15    | 7   | 0   | 4 | 1   | 0   |
| Singolare | Premi in denaro (€) | 6 190 | 3 650 | 2 160 | 1 260 | 730 | 450 | – | 225 | 115 |
| Doppio    | Punti               | 80    | 48    | 29    | 15    | –   | 0   | – | –   | –   |
| Doppio    | Premi in denaro (€) | 2 670 | 1 550 | 930   | 550   | –   | 310 | – | –   | –   |

## Campioni

### Singolare
Oscar Otte ha sconfitto in finale  Daniel Masur con il punteggio di 7–5, 7–5.

### Doppio
Lloyd Glasspool /  Harri Heliövaara hanno sconfitto in finale  Andrea Vavassori /  David Vega Hernández con il punteggio di 6–3, 6–0.